# Онлайн-гра
Онлайн-гра — відеогра, що використовує постійне з'єднання з інтернетом для забезпечення ігрового процесу. Поняття мережеві ігри та онлайн-ігри подібні, але не тотожні. Наприклад World of Warcraft — це онлайн-гра (грати в неї неможливо без підключення до інтернету), а Warcraft 3 — гра з мережевим режимом (інтернет потрібен для багатокористувацької гри, але не вимагається для одноосібної).
Не слід плутати онлайн-гру з онлайн-захистом відеоігор. Якщо в першому випадку ігровий процес забезпечується через інтернет, то в другому лише підтримується ним з метою перевірки законного придбання конкретної копії гри.
Існують різноманітні жанри онлайн-ігор:
- Стратегії
- RPG
- Головоломки
- Пригодницькі ігри
- Екшн-ігри

## Браузерні ігри
Браузерні ігри являють собою категорію онлайн-ігор, в яких Web-браузер виступає або в ролі операційної оболонки для ігор, дозволяючи грати в гру без установки на гральній платформі додаткового ПЗ, або служить контейнером для додаткової віртуальної машини, яка безпосередньо виконує код гри (Java, Flash, Shockwave та аналогічні). 
Ігри цього типу найчастіше є казуальними іграми (мають максимально простий ігровий процес), що пов'язано з обмеженнями на розмір та масову аудиторію. 
До казуальних ігор належать різні ігри
типу 3-вряд головоломки (пазли), прості шутери тощо. 
На відміну від інших видів онлайн-ігор, казуальні ігри найчастіше є однокористувацькими. Виключення - так звані [[.IO ігри]|io-ігриiogames.space ], в яких [велика кількість гравців] [змагаються на великій арені|ММО].
Крім цього, браузерні ігри користуються популярністю у розробників азартних комерційних ігор, зокрема інтернет-казино, що зумовлено відсутністю процесу інсталяції гри на платформу.
Прикладами Web-ресурсів, що спеціалізуються на браузерних іграх, є Iogames.space, global game jam, itch.io, Game-forge (англ.). Браузерні ігри бувають як платними, так і безплатними. Як правило, вони надають можливість грати безплатно, але мотивують гравця оплатити будь-які внутрішньоігрові послуги. 
Існують ігри, що дозволяють обмінювати ігрові валюти або бали на реальні гроші.

## Клієнтські ігри
Іншою великою групою є ігри, що використовують програми-клієнти, написані спеціально для цієї гри або групи подібних ігор. В більшості це ігри жанру MMORPG. Прикладами таких ігор є: Ultima Online, Ragnarök Online, Lineage 2, World of Warcraft, EVE online, Perfect World, Aion, Аллоди Онлайн, World of Tanks.
Умовно до цієї ж групи належать вбудовані ігри в деяких програмах, наприклад, ICQ. Окремо виділяються IRC-ігри з текстовим інтерфейсом, реалізовані за допомогою IRC-бота.